# モテアマス三軒茶屋
モテアマス三軒茶屋（モテアマスさんげんじゃや、英: Moteamasu Sangen-Jaya）は、東京都世田谷区三軒茶屋に存在したシェアハウスである。「三軒茶屋のインド。全ての多様性を受け入れ、混ざり合い、混沌の中に秩序がある場所」を目標に設立された。

## 歴史
2016年11月、代表の高野一樹が当時サークル長を務めていた白雲楼道中膝栗毛のメンバーとのシェアハウスの立ち上げを企画。都内を中心に不動産事業を展開する株式会社R65の山本遼から物件を紹介されたことが本シェアハウスの起源である。かつては社員寮だった15LDKの物件を賃貸し、開始当初、部屋を持て余していたことが「モテアマス」という名前の由来となっている。
シェアハウスとしての「フリーランスの憩いの場としたい」という想いから、住民を経由したフリーランス層の流入が増加。
これを契機に、モテアマスはフリーランス・コミュニティとしての側面を帯びだす。
また、対居住者に対しての施策の拡充も進み、ドミトリー型の二段ベットや、複数拠点生活を推奨するための短期宿泊の受け入れ制度等を拡充させ、居住層の多様化が促進された。
2020年11月1日、住民の住民による住民のためのQOL向上を実現を目指し、株式会社R65との共同体制とり、「合同会社モテアソブ三軒茶屋」を設立。
2021年1月1日、クラウドファンディングサービスであるCAMPFIRE上にて、新たな居住体系である月額500円で加入できる「ファッション住民」制度を開始。
2023年12月7日、契約満了につき、シェアハウスの撤退が発表。
この時点で丸7周年が経過した当物件には、当初の10倍を超える30人以上の現住民と150人を超える過去住民が在籍していた。
映像上でモテアマス三軒茶屋の混沌を永久保存するための手段として、ドキュメンタリー映画「ホーム“ノット”アローン(仮題)」の制作に着手。
同年12月31日まで製作資金回収を目的としたクラウドファンディングを実施した。
2024年7月27日から後継物件となるアーバンジャングルの立ち上げに向けたクラウドファンディングがスタート。
同年10月26日、シェアハウスの閉鎖を記念したイベント「爆破フェス」を開催。

## 映画
『ホーム・ノット・アローン～梵我一如～』は、2025年8月11日公開の日本のドキュメンタリー映画。監督は石原弘之。

### 概要
モテアマス三軒茶屋の解散までの軌跡を追うドキュメンタリー映画。
住人たちの多様な背景や、シェアハウスで巻き起こるさまざまなトラブルを追い、その魅力と問題解決のプロセスを描く。
パナソニック株式会社が運営する100BANCHにて、監督の石原と運営責任者の高野の出会いにより、企画がスタート。
製作にあたって「readyfor」上にてクラウドファンディングが実施され、目標達成率の約110%にあたる160万円の資金調達を成功させた。
2025年2月22日に、静岡県御殿場市の映画館・マウント劇場にて完成試写会を実施。
2025年8月11日より、埼玉県川口市の映画館・第8電影にて一般公開が開始された。

### あらすじ
ある大きな一軒家が三軒茶屋にある。そこに一人の若者が住み始め、毎晩老若男女が訪れてはパーティーが行われていた。毎晩開かれる宴に浮きだつ人々。そんな中、多くの様々な背景を持つ人々がそこに住み始め、シェアハウス「モテアマス三軒茶屋」が誕生する。人が住み始めるといろんなトラブルも起こるようになる。果たしてルールもなく、物も散らかり汚い家になぜ人が集まるのか。そしてトラブルをどう解決していくのか。

## アーバンジャングル
アーバンジャングル（英: Urban Jungle）は、東京都世田谷区上馬に存在するシェアハウスである。

### 概要
モテアマス三軒茶屋の解散にあたり、後継施設として開業した複合施設。
1Fが民泊・事務所・飲食店、2Fはシェアハウスとして利活用される。
開業にあたって「CAMPFIRE」上にてクラウドファンディングが実施され、約230万円の資金調達に成功した。